# Менрва (кратер)

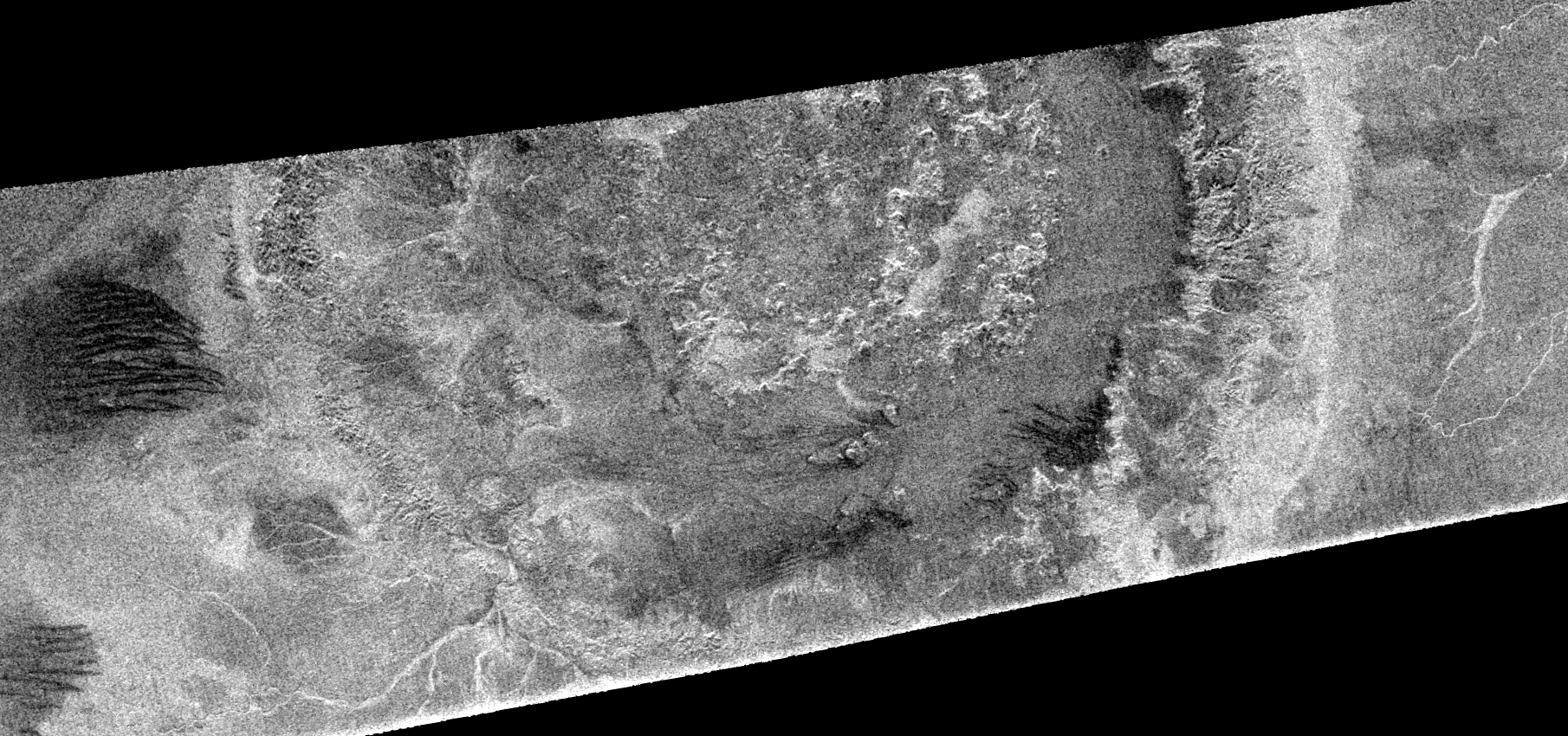
Радарний знімок, зроблений «Кассіні» 15 лютого 2005

Порівняння двох радарних знімків. Відмінності є наслідком різного напрямку радарного променя та різної відстані до об'єкта

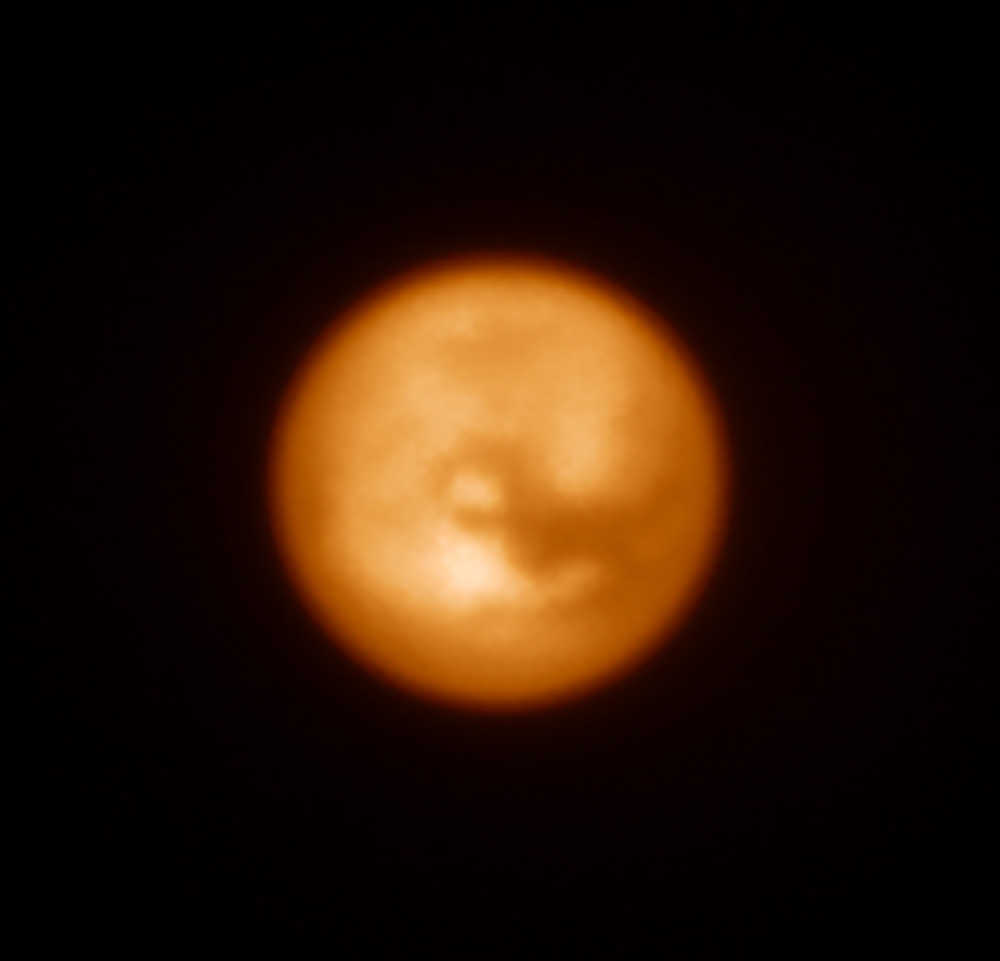
Менрва (яскрава пляма біля центру) на інфрачервоному знімку Титана, зробленому із Землі. Телескоп Меліпал системи VLT, травень 2014

Менрва (лат. Menrva) — найбільший відомий ударний кратер Титана. В діаметрі сягає 425±25 км (за іншими оцінками — близько 440 км). Знаходиться на північному заході темного регіону Фенсал; координати центру — 19°36′ пн. ш. 87°00′ зх. д. / 19.6° пн. ш. 87.0° зх. д. Названа на честь етруської богині мудрості Менрви, більш відомої під римським ім'ям Мінерва.
Менрву зазвичай інтерпретують як істотно еродований двокільцевий ударний басейн. На ній залишили помітний слід вітер, що створив поля дюн, і річки з рідкого метану, що проклали висохлі нині русла. Ймовірно, Менрва відносно стара і, за деякими припущеннями, навіть є однією з найдавніших деталей рельєфу Титана, що збереглися до нашого часу. Проте це один із найбільш впевнено ідентифікованих ударних кратерів цього супутника.

## Дослідження та найменування
Менрва була відкрита та ідентифікована як ймовірна ударна структура за інфрачервоними знімками, зробленими космічним апаратом «Кассіні» 2004 року. Пізніше цей апарат відзняв її і своїм радаром, що дозволило точно встановити її ударне походження. Менрва та Сінлап стали першими кратерами Титана, зображеними на радарних знімках. Розділення цих знімків набагато краще, ніж у більшості інфрачервоних (до 300 м на піксель), але вони охоплюють Менрву не повністю. Перший раз її було відзнято радаром 15 лютого 2005 (крім північної та крайньої південної частини), а другий — 20 червня 2011 (крім західної половини і з гіршою детальністю). Крім того, 24 жовтня 2006 року інструментом VIMS апарата «Кассіні» отримано інфрачервоне зображення з високою роздільною здатністю (порівнянною з детальністю радарних знімків) смуги поверхні шириною близько 15 км, що проходить через північний край Менрви з північного заходу на південний схід. Становлять інтерес подальші дослідження кратера, зокрема, створення карти висот та моделювання його геологічної історії.
Сучасне ім'я цього об'єкту було затверджено Міжнародним астрономічним союзом 2006 року згідно з правилом називати кратери Титана на честь богів мудрості різних народів. До цього кратер був відомий під неофіційною назвою «Circus Maximus» (з латинської — «Коло Найбільше»), яку йому дав планетолог Джонатан Лунін після отримання першого радарного знімку.

## Загальний опис
У центрі Менрви знаходиться кругла яскрава горбкувата область діаметром близько 200 км, що містить у центрі відносно рівну ділянку. Цю яскраву область оточує темне кільце рівнин шириною близько 50 км — «рів». За ним лежить яскравий кільцевий вал діаметром 425±25 (за іншими оцінками — близько 440) км. Викидів, утворених при ударі, навколо Менрви не видно: ймовірно, їх вже стерли пізніші процеси (за іншою інтерпретацією знімків, деякі ознаки викидів там все ж є). На сході до Менрви прилягає світла ділянка площею з сам кратер (що зустрічається і у інших кратерів Титана); удвічі менша світла ділянка межує з південно-західною частиною кратера. Обидві ці ділянки перерізано яскравими сухими руслами. Менрва з околицями (як і ряд інших кратерів Титана) виглядає яскравим «островом» посеред просторих темних областей.
Вал Менрви краще зберігся в східній частині, ніж у західній, що є типовим для кратерів Титана. Причина цієї закономірності невідома. Можливо, це пов'язане з переважанням на супутнику західних вітрів. Крім того, в центральній зоні кратера на радарних знімках простежується гірше виражене яскраве кільце діаметром 100 км (і, можливо, ще одне кільце діаметром близько 170 км). На цьому базується інтерпретація Менрви як двокільцевого басейну (до яких належить чимало кратерів її розміру на різних небесних тілах), але з цією інтерпретацією згодні не всі дослідники.
У рельєфі Менрва виражена слабко. Найвища точка її валу височіє над найнижчою точкою дна на 500±100 м (за іншими даними — не менше 750 м). Відношення цієї різниці до діаметра становить 0,0012±0,0003 (мінімальне значення для відомих кратерів Титана). Східна частина валу Менрви вище за навколишні рівнини на 300 м, центральна область кратера — на 250 м, а «рів» — нижче на 200 м. Досить велика висота місцевості в центрі вказує на те, що рельєф Менрви був згладжений релаксацією крижаної кори Титана (що спостерігається і у кратерів інших крижаних супутників), однак точно це не встановлено.
Рельєфом Менрва нагадує Гільгамеш — 590-кілометровий кратер на Ганімеді (одному з найбільш схожих на Титан тіл Сонячної системи). Однак вона більш згладжена і не оточена кільцями урвищ. Можливо, це наслідок ерозії та вкривання осадовими породами — процесів, що на Ганімеді відсутні. Порівнюють її і з 280-кілометровим кратером Мід на Венері.
Менрва різко виділяється своїм розміром серед інших кратерів Титана: вона втричі більша за другий за діаметром серед них (140-кілометровий кратер Форсеті). Існування на Титані кратера такого розміру накладає обмеження на моделі внутрішньої будови супутника: подібний Менрві кратер не міг з'явитися при товщині твердої кори, істотно меншій за 100 км, хоча деякі дані вказують на малу товщину кори Титана.
Вік Менрви невідомий, але її сильна еродованість та великий розмір вказують на те, що вона відносно стара. Ймовірно, їй сотні мільйонів або навіть мільярди років. З іншого боку, якби вона була дуже старою, вона вже була б повністю зруйнована ерозією. Виходячи з концентрації кратерів на Титані, максимальний термін існування великих кратерів з помітним рельєфом (і, відповідно, їх максимальний можливий вік) оцінюють у 0,3–1,2 млрд років.

## Характер місцевості

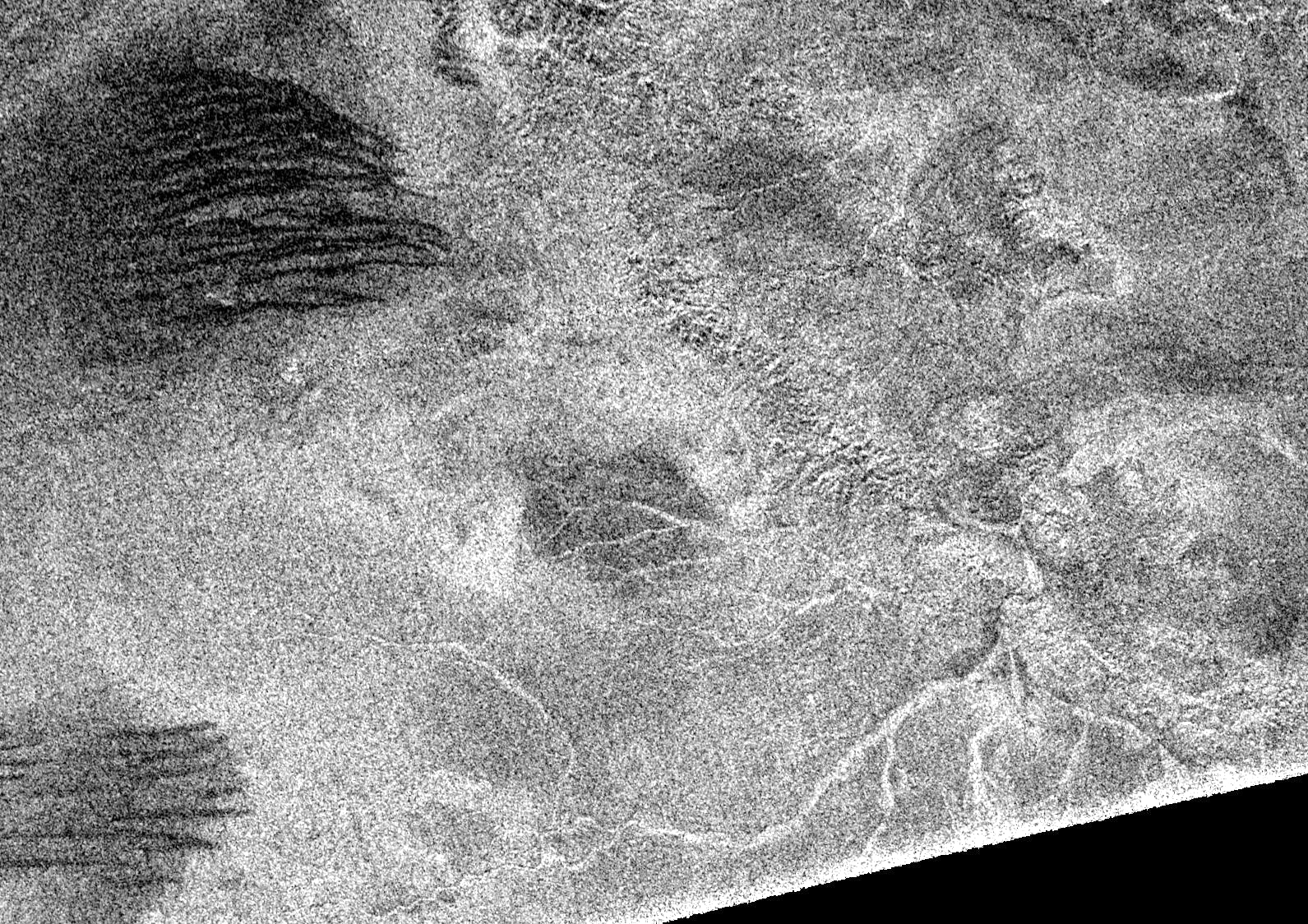
Південно-західна частина Менрви з околицями. Вал кратера видно правіше і вище центру. Ліворуч видно темні дюни, а внизу — яскраві річкові русла. Радарний знімок «Кассіні», 15 лютого 2005

Деталей рельєфу, старших за Менрву, в її околицях не виявлено (крім рівнин), зате широко розповсюджені молодші. Там є сліди дії вітру та потоків рідкого метану — поля дюн і річкові русла. Дюни на радарних знімках виглядають темними, а русла — світлими. Чималу частину площі дна кратера займають рівнини без помітних деталей — можливо, результат колишніх затоплень. Проявів кріовулканізму або тектоніки в околицях Менрви не виявлено. Однак у 400 км на схід (19°06′ пн. ш. 71°42′ зх. д. / 19.1° пн. ш. 71.7° зх. д.) є можливий кріовулкан. Це 8-кілометрова яскрава пляма, від якої на північний схід тягнеться приблизно 150-кілометровий яскравий «язик».
Місцевість, на якій розташована Менрва, судячи з напрямку річкових русел, має похил на північний схід. Судячи з наявності у цих русел меандрів, цей похил невеликий. За альтиметричними даними його оцінюють у 0,1 % (1 м на 1 км), проте ці дані є лише для невеликої частини Менрви та околиць. Клімат цієї місцевості, судячи за наявністю дюн і деякими ознаками річкових систем, досить сухий.

### Дюни
Дюн всередині Менрви небагато: вони відомі лише у кількох маленьких ділянках південної частини «рову». Більше поле дюн займає низину, що межує з кратером на заході. Крім того, поля дюн є на південному заході і на сході від Менрви (останнє починається в зоні наносів каналів Elivagar Flumina). У місцях, перерізаних руслами, дюни не трапляються. В околицях Менрви вони витягнуті переважно на схід-північ-схід відповідно до переважаючого там напрямку вітру (дюни такого типу — лінійні — паралельні середньому напрямку вітру, що їх формує). Проте в різних місцях кратера їх напрямок відрізняється. На невеликій темній ділянці в південно-східній частині Менрви дюни витягнуті майже перпендикулярно сусіднім, хоча інтерпретація смуг на цій ділянці як дюн спірна.
Дюни дозволяють зробити деякі висновки про місцевість: їх наявність вказує на сухість клімату, а обмежене поширення, невеликий розмір та відносно великі проміжки між ними — на малу кількість вуглеводнево-нітрилового піску, що їх складає.

### Русла

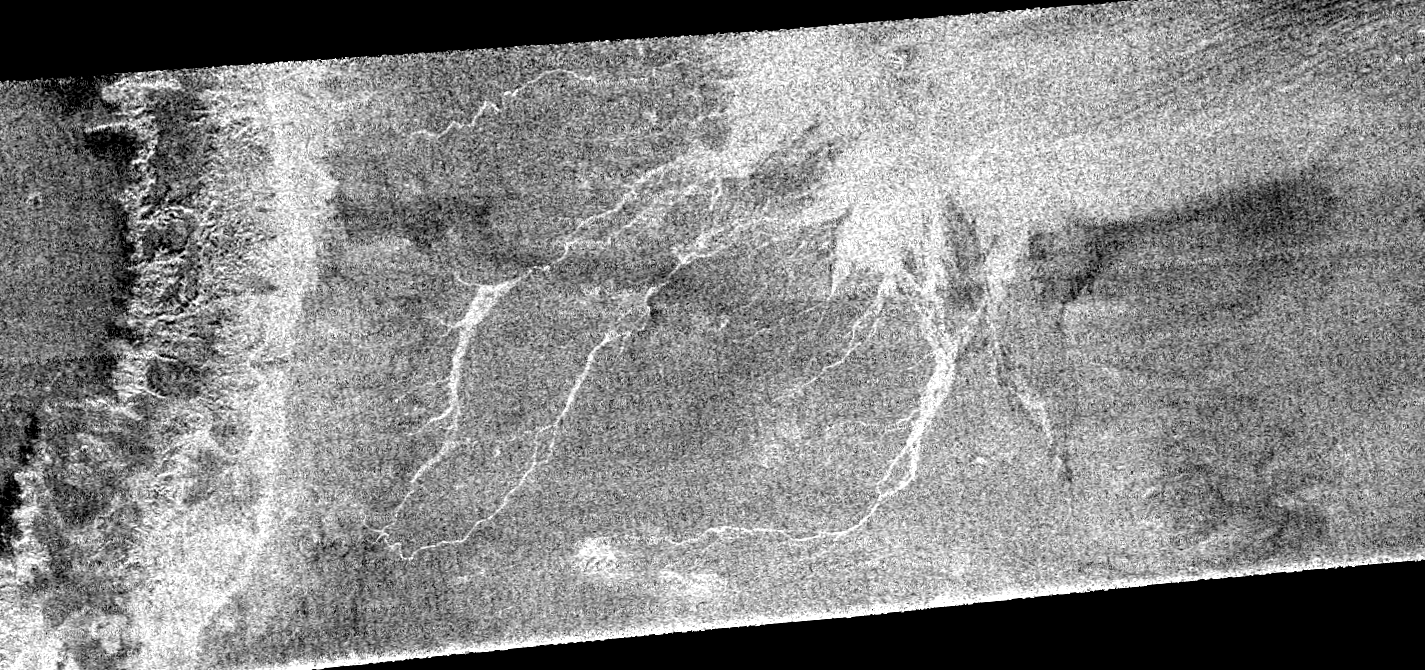
Система річищ Elivagar Flumina. Ліворуч видно частину валу Менрви, праворуч угорі — початок поля дюн. Радарний знімок «Кассіні», 15 лютого 2005

У цьому кратері і його найближчих околицях є дві великі й кілька менших систем річищ. Вони спрямовані головним чином на північний схід. Нині ці русла сухі, а морфологія деяких із них (Elivagar Flumina) вказує на те, що вони утворені ефемерними річками, що іноді дають раптові повені в зазвичай пустельній місцевості. На радарних знімках більшість цих річищ (як і інші русла невисоких широт Титана) виглядають яскравими — в 2–4 рази яскравішими за околиці. Ймовірно, це пов'язано з їх нерівністю на масштабі порядку довжини хвилі радара «Кассіні» (2,17 см) — тобто, їх дно вкривають частки розміром у сантиметри або більше, а менші винесені потоком. Виходячи з розміру меандрів, можна оцінити колишню витрату рідини в цих річках. Цей метод дає значення у кілька тисяч кубометрів за секунду, що узгоджується і зі здатністю річок переносити сантиметрові частки.
Чи пов'язано виникнення цих русел з наявністю кратера, невідомо, але русла трапляються і біля деяких інших кратерів Титана. Не виключено, що це сусідство — випадковість. Крім того, є припущення, що річки живляться орографічними дощами (височини — вали кратерів — змушують повітряний потік підніматися, охолоджуватися і давати опади). За іншою версією, астероїдні удари, що створили кратери, могли посприяти просочуванню назовні рідини з глибин.
Всередині самого кратера довгі русла трапляються в його західній частині (між зовнішнім та внутрішнім валом). Вони нечисленні та витягнуті приблизно вздовж паралелі. Крім того, на південний захід від центру Менрви є радарно-темна звивиста смуга завдовжки близько 100 км, витягнута приблизно паралельно до валу. Можливо, це річкове русло, вкрите дрібнозернистими відкладами. У північно-східній частині валу є своєрідні короткі канали, які тягнуться всередину кратера. Один канал у цій же частині валу йде в протилежному напрямку. Прорізаючи вал, він виходить назовні, де тягнеться ще на 20 кілометрів в обрамленні яскравих наносів. За межами Менрви поруч з нею відомо дві великі річкові системи.
За 20–30 км на схід від Менрви починається одна з найбільших відомих систем русел на Титані — Elivagar Flumina (річки Елівагар). Вони спрямовані геть від кратера — на північний схід. Деякі з цих каналів досягають довжини 200 км та ширини 7 км. Утворюючи великі дельти, вони впадають у велику радарно-світлу область (ймовірно, зону річкових наносів), яка на сході переходить у поле дюн.
Інша велика річкова система входить у кратер з південного заходу. З'єднуючись в один широкий канал, вона перетинає зовнішній вал (що вказує на його сильну зруйнованість) та поряд з ним закінчується. Найзахідніший канал цієї системи (в її верхів'ях) примітний регулярними меандрами з довжиною хвилі близько 5 км.
Крізь північно-східну частину зовнішнього валу Менрви проходить багато невеликих розгалужених каналів. Вони сильно відрізняються від інших каналів околиць: спрямовані на захід (всередину кратера), короткі (20–50 км) і на радарних знімках виглядають почасти світлими, а почасти темними, що вказує на їх помітну рельєфність. Їх глибину оцінюють у 200–300 м (глибина інших невідома, але навряд чи перевищує кілька десятків метрів). Однак якість наявних зображень не дозволяє дослідити ці невеликі канали детально.